# Olesicampe flavifacies
Olesicampe flavifacies är en stekelart som beskrevs av Dmitriy R. Kasparyan 1976. Olesicampe flavifacies ingår i släktet Olesicampe och familjen brokparasitsteklar. Inga underarter finns listade i Catalogue of Life.